# Diasemiodes
Diasemiodes là một chi bướm đêm thuộc họ Crambidae.

## Các loài
- Diasemiodes eudamidasalis (Druce, 1899)
- Diasemiodes janassialis (Walker, 1859)
- Diasemiodes nigralis (Fernald, 1892)
- Diasemiodes picalis